# 這就是我們 (第一季)
《這就是我們》第一季（英語：This Is Us Season 1）由丹·福吉曼開創、福吉曼與唐納德·托德共同擔任節目統籌，自2016年9月20日播出至2017年3月14日。2017年1月18日，NBC宣布續訂第2–3季。
本季獲得電視影評家的好評，收穫了金球獎、美國演員工會獎與美國編劇工會獎等大獎入圍肯定，並榮獲黃金時段艾美獎、電視評論家協會獎、評論家選擇電視獎、皮博迪獎與美國電影學會獎等獎項，甚至取得了首爾國際電視節大賞的最高殊榮。

## 卡司

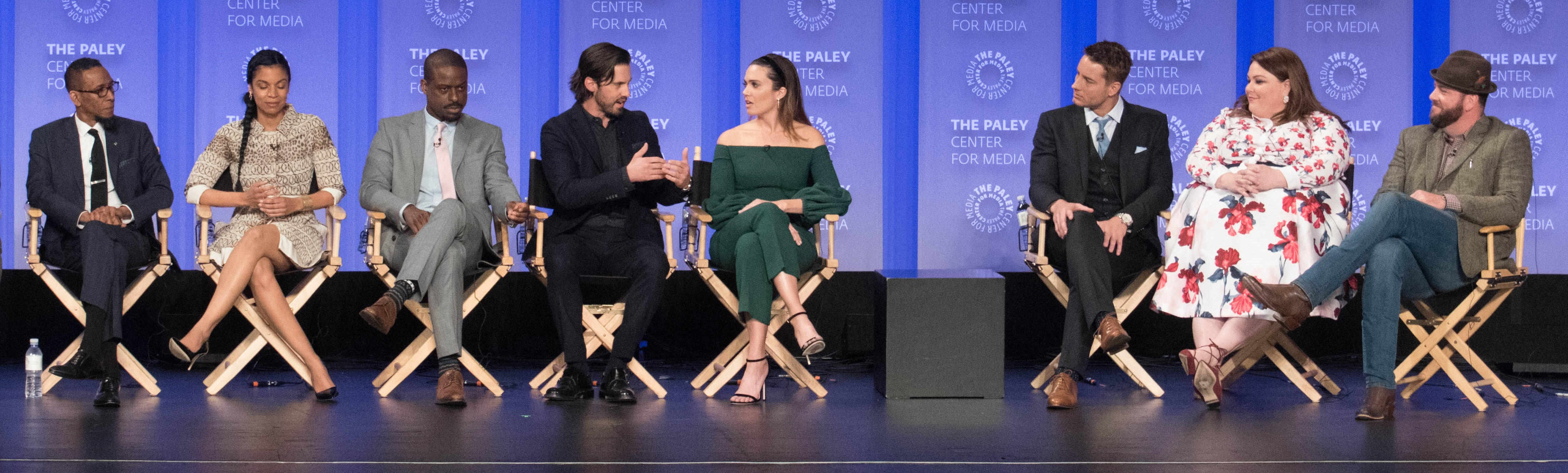
主要演員羅恩·西法斯·瓊斯（左起）、蘇珊·克雷奇·華森、斯特林·K·布朗、米洛·文提米利亞、曼蒂·摩爾、賈斯汀·哈特利、克莉希·梅茲與克里斯·沙利文

### 主要演員
- 米洛·文提米利亞 飾演 傑克·皮爾森
- 曼蒂·摩爾 飾演 蕾貝卡·皮爾森
- 斯特林·K·布朗 飾演 藍道爾·皮爾森
- 克莉希·梅茲 飾演 凱特·皮爾森
- 賈斯汀·哈特利 飾演 凱文·皮爾森
- 蘇珊·克雷奇·華森（英语：Susan Kelechi Watson） 飾演 貝絲·皮爾森
- 克里斯·沙利文（英语：Chris Sullivan (actor)） 飾演 托比·戴蒙
- 羅恩·西法斯·瓊斯（英语：Ron Cephas Jones） 飾演 威廉·希爾

### 常設演員
- 傑拉德·麥雷尼（英语：Gerald McRaney） 飾演 納森·卡考斯基
- 丹尼斯·奧黑爾（英语：Denis O'Hare） 飾演 傑西
- 山姆·特拉梅爾 飾演 班
- 喬·維爾塔（英语：Jon Huertas） 飾演 米格爾
- 詹妮特·蒙哥馬利 飾演 奧莉薇雅·曼茵
- 萊茵·米雪兒·貝絲（英语：Ryan Michelle Bathe） 飾演 伊薇特
- 亞莉山卓·布瑞克瑞奇（英语：Alexandra Breckenridge） 飾演 蘇菲
- 米拉娜·薇恩翠 飾演 絲蓉·山伯格
- 達芬·喬伊·藍道夫 飾演 譚雅
- 約翰·魯賓斯坦（英语：John Rubinstein） 飾演 朗·希勒
- 哈利·狄龍（英语：Hari Dhillon） 飾演 桑傑·賈西里
- 韻恩·艾佛瑞特（英语：Wynn Everett） 飾演 雪莉
- 彼得·歐諾拉提（英语：Peter Onorati） 飾演 史丹利·皮爾森
- 傑莫·納基亞 飾演 威廉·希爾（青年）
- 朗尼·查維斯 飾演 藍道爾·皮爾森（幼年）
- 麥肯琪·韓克西薩克 飾演 凱特·皮爾森（幼年）
- 帕克·貝茨 飾演 凱文·皮爾森（幼年）
- 艾瑞絲·貝克 飾演 泰絲·皮爾森
- 菲絲·赫曼 飾演 安妮·皮爾森
- 奈爾斯·費奇 飾演 藍道爾·皮爾森（少年）
- 羅根·許洛耶爾 飾演 凱文·皮爾森（少女）
- 漢娜·澤爾 飾演 凱特·皮爾森（青年）
- 約翰·波洛諾 飾演 泰勒
- 布萊恩·歐布雷克 飾演 喬
- 亞當·巴特利（英语：Adam Bartley） 飾演 杜克
- 蘿拉·涅米 飾演 梅若琳·皮爾森
- 凱特琳·湯普森 飾演 梅蒂森

### 客串演員
- 艾倫·錫克 飾演 自己
- 朗·霍華 飾演 自己
- 凱蒂·薩歌（英语：Katey Sagal） 飾演 蕾妮·蕭爾茲
- 布萊德·嘉瑞特 飾演 衛斯·曼寧
- 賽斯·梅爾 飾演 自己
- 吉米·辛普森 飾演 安迪·凡南
- 伊莉莎白·柏金斯 飾演 珍妮特·梅隆
- 蘇珊·布萊克利 飾演 安妮
- 凱蒂·庫瑞克 飾演 自己
- 潔米·格爾茲（英语：Jami Gertz） 飾演 瑪琳·羅森塔爾
- 安德魯·桑蒂諾（英语：Andrew Santino） 飾演 凱西
- 亞曼達·沃倫 飾演 多蘿西·希爾
- 布萊恩·泰瑞·亨利 飾演 瑞奇
- 亞曼達·雷頓（英语：Amanda Leighton） 飾演 蘇菲（少女）
- 蘇菲亞·柯托 飾演 蘇菲（幼年）

## 製作

### 開發

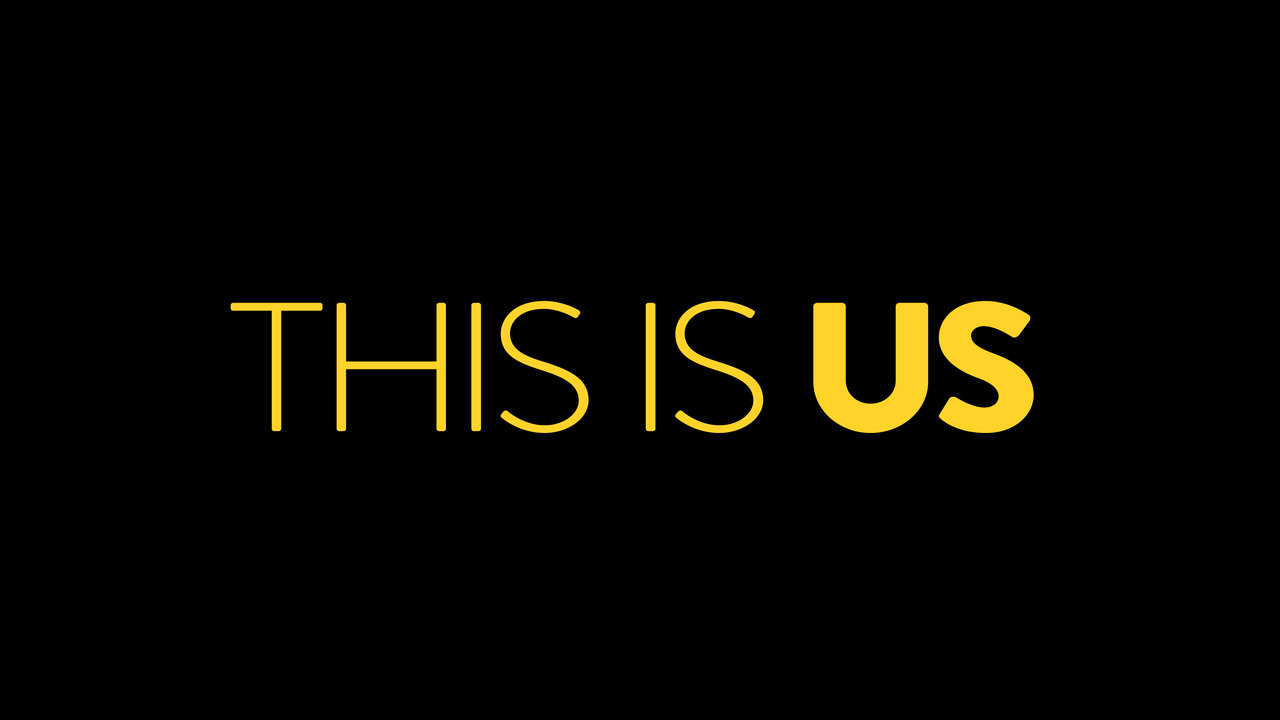
官方宣傳標題

2015年9月2日，NBC預訂了由《外星鄰居》、《遊俠笑傳》主創丹·福吉曼開創的新劇試播集，並由曾於電影《熟男型不型》中合作過的約翰·瑞卡與葛倫·費卡拉執導，三人也將與傑斯·羅森塔爾（Jess Rosenthal）與查理·高葛拉克（Charlie Gogolak）共同擔任執行製作，同時預計在年底展開拍攝。本劇為福吉曼結束與ABC工作室的合作後，和二十世紀福斯電視公司展開四年新合約的首部作品。2016年5月12日，NBC宣布預訂《這就是我們》系列。2016年9月27日，NBC宣布預訂全季18集集數。
2017年1月18日，NBC宣布續訂第2–3季，每季18集，共36集。

### 選角
2015年11月12日，宣布首批加入劇組的演員，包括曾與福吉曼於華特迪士尼動畫工作室第50部人氣動畫電影《魔髮奇緣》中合作過的曼蒂·摩爾、《超異能英雄》米洛·文提米利亞、《超人前傳》賈斯汀·哈特利、《公眾與O·J·辛普森的對決：美國犯罪故事》斯特林·K·布朗與《駭客軍團》羅恩·西法斯·瓊斯。曼蒂·摩爾與米洛·文提米利亞將飾演一對剛搬到匹茲堡的夫妻蕾貝卡與傑克，而蕾貝卡是個即將臨盆、懷有三胞胎的孕婦；賈斯汀·哈特利將飾演一名帥氣成功，卻對自己的單身生活感到空虛的電視男演員凱文；斯特林·K·布朗飾演一名居住在紐約的有家室的商人，並與妻子貝絲育有兩個女兒；羅恩·西法斯·瓊斯則飾演在藍道爾出生時，將藍道爾丟棄在消防局的親生父親威廉。11月30日，宣布《美國恐怖故事：畸形秀》的克莉希·梅茲將飾演凱文的妹妹凱特，其是個與一般女人一樣，總是在為自己的飲食與身材掙扎的女子。12月8日，宣布蘇珊·克雷奇·華森加入劇組飾演主要角色貝絲。
2016年7月29日，宣布喬·維爾塔加入劇組飾演傑克的同事兼好友麥克。8月2日，主創丹·福吉曼於電視評論家協會上，宣布凱蒂·薩歌與布萊德·嘉瑞特將會於早些集數登場，而參與試播集演出的傑拉德·麥雷尼也將會回歸。薩歌將飾演凱文的超級經紀人，而蓋瑞特則飾演有極大權力的電視網主席。8月19日，宣布《賽勒姆》的詹妮特·蒙哥馬利加入劇組飾演艾琳·曼茵（後更名為奧莉薇雅），其是個有才華又毒舌的劇場女演員，並將與凱文發展出情愫。8月23日，宣布斯特林·K·布朗的妻子萊茵·米雪兒·貝絲將加入劇組飾演伊薇特。9月29日，宣布《真愛如血》山姆·特拉梅爾將飾演一名性感的藍調爵士樂團主唱班。10月30日，宣布《美國恐怖故事》丹尼斯·奧黑爾將飾演威廉的朋友傑西。隔日，宣布《西方極樂園》吉米·辛普森將客串飾演藍道爾事業成功的華爾街交易商同事安迪·凡南。稍晚，宣布《外星鄰居》潔米·格爾茲將客串飾演凱特的新老闆。11月15日，宣布《單身毒媽》伊莉莎白·柏金斯將會在過往故事中飾演蕾貝卡的母親珍妮特·梅隆。12月5日，宣布《陰屍路》亞莉山卓·布瑞克瑞奇將飾演凱特的兒時玩伴蘇菲。12月16日，宣布《霍爾比市》哈利·狄龍將於第1季下半季飾演藍道爾的職場競爭對手桑傑。
2017年1月18日，主創福吉曼於電視評論家協會上宣布前《今天》主持人凱蒂·庫瑞克與《亞特蘭大》布萊恩·泰瑞·亨利將客串本劇，庫瑞克將以自身身分演出訪問凱文的主持人，亨利則飾演威廉青年時期的朋友。1月27日，宣布《末日餘生》亞曼達·沃倫（Amanda Warren）將飾演威廉的母親，而亨利則將飾演威廉的表兄弟。2月2日，宣布《如此一家人》亞曼達·雷頓將客串飾演青少年時期的蘇菲。2月17日，宣布《黑幫都市》傑若米·盧克將飾演現為藍領階級並崇拜傑克的兒時同伴戴洛。

### 播出
本季安排於2016年9月20日晚間10點緊接在《美國好聲音》後開播，自10月11日播出的第3集起，則回歸常規9點檔期首播。第11集為轉播總統致辭而延後一小時播出，而第1季季終原定在3月7日首播，後來再度因2月28日將轉播總統致辭，導致該日停播而後續集數順延，因此季終延後一周於3月14日首播。

## 集數
| 總集數 | 集數 （季） | 標題                                                   | 導演                  | 編劇                                    | 首播日期       | 製作 代碼 | 美國收視人數 （百萬） |
| --- | ----------- | ------------------------------------------------------ | --------------------- | --------------------------------------- | -------------- | --------- | --------------------- |
| 1 | 1           | 試播集 Pilot                                           | 約翰·瑞卡 葛倫·費卡拉 | 丹·福吉曼                               | 2016年9月20日  | 1AZC01    | 10.07                 |
| 傑克生日到來的這天，在他與妻子蕾貝卡正準備慶生時，蕾貝卡的羊水破了，這比預產期還提前了六周。凱特的36歲生日到來，她決定開始節食以改善自己的身形，並在參加肥胖互助會時，認識了對自己有意思的托比。同樣已來到36歲的凱文，是當紅情境喜劇《型男保姆》的男主角，但他卻對自己的單身生活感到空虛，亦對自己的演藝生涯感到質疑。事業、家庭兩得意的藍道爾僱人幫忙找尋他的生父，在36歲生日的這天，他得知了父親的消息，但他卻相當躊躇該不該與生父相見。一名充滿人生智慧的老醫師卡考斯基接任蕾貝卡原本的婦產科醫師替蕾貝卡接生，然而因懷上三胞胎的關係，使得蕾貝卡的胎位不正，而在產出第一名男嬰後，蕾貝卡陷入生命危險。藍道爾來到生父威廉的家，企圖向威廉展示自己過上了更美好的生活，好讓威廉對拋棄自己感到後悔，但心軟的他，最後還是面對了自己內心真正的感受而邀請威廉至家中，欲讓他與孫女們見上一面。在演出專業的內心戲碼後，製作人卻要求凱文脫衣賣肉演出，這讓凱文終於受不了而大鬧片場並辭演，使得娛樂圈引起軒然大波。凱特和托比的關係急速升溫，這讓久未心動的凱特重新感受到戀愛的滋味，就在此時，她得知凱文毀了自己的前程後，和凱文相互扶持，同時，欲和威廉重拾父子情的藍道爾，卻從威廉口中得知其已來日不多。蕾貝卡順利產下了第二胎女嬰，但第三胎的兒子卻胎死腹中，傷心的傑克受到了卡考斯基的開導與啟發，此時，他遇上遭威廉丟棄在消防局並送往醫院的藍道爾，因此他決定與蕾貝卡帶著他們的兩個孩子凱文與凱特，以及領養來的藍道爾回到剛搬進的新居。 |             |                                                        |                       |                                         |                |           |                       |
| 2 | 2           | 大三胞 The Big Three                                   | 肯·奧林               | 丹·福吉曼                               | 2016年9月27日  | 1AZC02    | 8.75                  |
| 傑克與蕾貝卡之間的關係似乎產生了一些細微的變化，這讓傑克相當苦惱，而米格爾認為在傑克藉酒澆愁的同時，應該想想正在家中獨自照顧三個孩子的蕾貝卡的心情。蕾妮提醒凱文其與電視台尚有兩年的合約，並要凱文參加在其晚上舉辦的派對，好向電視台賠不是。凱文拜託凱特陪同他一同參加晚上的派對，好在背後支持他，而懼怕他人眼光的凱特為派對服裝而煩惱，因此在肥胖互助會上宣洩了自己不滿的情緒，而托比提醒凱特她的人生不是只有圍繞在“肥胖”這件事，她必須試著開心地過生活。凱文向曼寧表示自己的去意，而曼寧威脅凱文繼續走完合約，否則將會毀了凱文的演藝生涯，而就在凱文需要凱特支持的這時，凱特卻藉著酒精讓自己暫時不去在意派對上嘲諷的眼光。回顧過往，幼時的凱文因過度在意同儕的歧視眼光而拋棄遭人嘲笑的藍道爾，現在，無助的凱文鼓起了勇氣向藍道爾尋求慰藉與幫助，並在藍道爾的提點下，他決定堅持自己的想法，並打算前往紐約展開舞台劇生涯。威廉向藍道爾借了錢外出到很晚才回家，這讓貝絲相當擔心行蹤不明的威廉會對藍道爾及其家庭產生不良的影響，在追問之下，她得知威廉往返位在費城的家為的是飼養他唯一的貓，而威廉礙於孫女有哮喘而不想製造麻煩，同時也想在自己餘生的這段期間繼續待在藍道爾的家。蕾貝卡對總是喝醉酒的傑克感到不滿，並認為這個家似乎只剩她一人在努力當個好家長，兒有所省悟的傑克也決定為了蕾貝卡與這個家改去壞習慣。回到現在，蕾貝卡意外參訪藍道爾家，而此時站在蕾貝卡身邊的，是米格爾。 |             |                                                        |                       |                                         |                |           |                       |
| 3 | 3           | 凱爾 Kyle                                              | 約翰·瑞卡 葛倫·費卡拉 | 丹·福吉曼                               | 2016年10月11日 | 1AZC03    | 9.87                  |
| 在傑克與蕾貝卡準備帶著剛出世的三個孩子返家時，蕾貝卡看見了威廉的身影，並深信威廉即為「凱爾」的親生父親。傑克和蕾貝卡為了照料襁褓中的三個孩子不眠不休，而蕾貝卡深覺自己與凱爾有著隔閡。藍道爾向前來拜訪的蕾貝卡坦承一切，而蕾貝卡決定單獨與威廉談話。對於蕾貝卡和孩子間的疏離感，傑克向卡考斯基尋求幫助，而卡考斯基要傑克讓蕾貝卡用自己的方式，去消化失去孩子的痛以及接納凱爾的時間。托比帶著凱特來到養老院，欲讓凱特一展歌喉，並要凱特為自己活一天，對於托比的貼心舉動，凱特相當感動，但凱文與凱特過度依賴彼此，導致凱特與托比的關係裹足不前，甚至恐將破局。威廉向蕾貝卡保證自己不會說出兩人之間曾做過的約定，也再三向蕾貝卡保證自己不會傷害藍道爾，但威廉也意識到藍道爾其實已經是屬於蕾貝卡的孩子，而非半路認親的自己。蕾貝卡留傑克一人照顧孩子，並找尋威廉的蹤跡，在蕾貝卡見到威廉後，她了解了威廉的生活，但拒絕威廉探親的機會，好讓自己與凱爾可以更加緊密，同時，威廉建議蕾貝卡讓凱爾擁有屬於自己的名字。凱文在得知凱特為了自己的一通電話，放棄與托比激情的機會後，他決定獨自前往紐約以學習獨立，並嘗試讓彼此擁有自己的人生，成為兩個個體，而凱特亦決定探索自我的價值，並和托比重修舊好。醫生診斷威廉來日不多，這讓藍道爾相當傷心，但威廉早已接受這個事實，在貝絲的提醒下，藍道爾知道自己時間有限，因此他決定向女兒們介紹威廉的真實身分，並打算繼續陪伴威廉抗癌。傑克和蕾貝卡相互坦承彼此都無法忘懷失去第三個孩子的愧疚感，並決定攜手共度難關，同時，蕾貝卡決定用對威廉與凱爾生母有著相當意義的詩人杜德利·藍道爾，作為凱爾的新名字－「藍道爾」。 |             |                                                        |                       |                                         |                |           |                       |
| 4 | 4           | 游泳池 The Pool                                        | 約翰·瑞卡 葛倫·費卡拉 | 丹·福吉曼 唐納德·托德                   | 2016年10月18日 | 1AZC04    | 9.71                  |
| 傑克和蕾貝卡帶著三個孩子來到游泳池玩樂，但得同時照料三個孩子並非易事。藍道爾的鄰居認為散步中的威廉相當可疑，因此找來警察，而藍道爾並不希望將事情鬧大，但威廉卻對此感到不滿。凱特發現托比的前妻喬希是個事業成功的窈窕淑女後，感到相當在意，因此她上網調查了喬希的背景，並來到喬希的店，結果喬希卻誤以為凱特是打算來應徵工作的。凱文來到紐約的劇場試鏡，然而他卻表現極差，同時，艾琳勸告凱文回到洛杉磯－那個他熟悉的電視圈，但艾琳隨後卻得知劇場為了吸引觀眾，而選擇了凱文，這使她相當氣憤。伊薇特給予蕾貝卡關於照顧藍道爾的建議，但這聽在蕾貝卡耳裡卻相當刺耳，不過蕾貝卡隨後便意識到或許伊薇特能夠幫助到自己與藍道爾。凱文深覺自己不受父母的關愛，並認為傑克與蕾貝卡只會關心遭人嘲笑的凱特以及不同種族的藍道爾，而傑克亦要凱文給予他們學習當父母的空間。凱特向托比說出自己成為了喬希的員工，這讓托比相當氣憤，而說出自己從喬希那受過的傷害，並要凱特了解每個人都有自己的傷口，凱特不能只看見自己的痛，而凱特亦要托比了解自己的煩惱並無法一夜消散。藍道爾向威廉表示自己了解身為黑人的處境，但他並不希望因此每天悶悶不樂，即便他內心有時也會感到氣憤，因為他知道也有像傑克和蕾貝卡這樣的好人，而他亦受到過良好的教育，而威廉也決定向藍道爾對自己過去的作為道歉。與此同時，凱文拜訪了藍道爾家，並打算暫住於此。 |             |                                                        |                       |                                         |                |           |                       |
| 5 | 5           | 觀賞球賽 The Game Plan                                 | 喬治·提曼             | 喬·勞森                                 | 2016年10月25日 | 1AZC05    | 8.72                  |
| 幼時的蕾貝卡看著母親卑微的侍奉著專注於看球賽的父親，這讓她有了不想過上與母親相同的家庭生活的想法，亦不想要擁有孩子，這使想要孩子的傑克開始與蕾貝卡發生爭執。藍道爾決定帶著貝絲享受凱文的高級飯店房間，並打算與貝絲來個激情之夜，而貝絲向藍道爾坦承自己的月事似乎遲了，這使兩人相當緊張。凱文一心想完美詮釋舞台劇，因此他拉著威廉、泰絲與安妮協助自己背台詞，然而故事內容卻引起姪女們對死亡的疑惑，但凱文卻不知該如何向她們解釋死亡議題。凱特打算獨自一人觀賞體育賽事，但托比卻希望可以陪伴凱特，因此他邀請凱特到自家一同觀賞，但托比看球賽的舉止卻讓凱特無法忍受。雖然傑克一開始也不想生小孩，但在他和蕾貝卡結婚後，他開始有了想要和蕾貝卡共組一個幸福家庭的想法，亦想藉此給予自己的孩子們，與自己童年不同氛圍的體育賽事家庭娛樂。藍道爾深怕貝絲懷孕會影響他早就規劃好的退休計畫，這讓因投入家庭而放棄不少的貝絲感到生氣。威廉可以感覺出凱文對自我充滿質疑並相當沒有自信，因此他鼓勵凱文相信自己，並要凱文回想第一次讀劇本時所接收到的感受。傑克在蕾貝卡與孩子間，還是選擇蕾貝卡，而被傑克打動的蕾貝卡也檢視了自我。托比對凱特中途離去感到不諒解，而凱特坦承自己一直以來都只習慣和父親一同觀賞球賽，而現在，傑克已化作骨灰罈中的骨灰。凱文為了彌補姪女們，將自己在第一次讀劇本後，把其感受畫成的一幅畫，分享給姪女們，並藉此向她們傳遞生與死都是生活永恆的色彩的意義，而他們都得學習去接受生與死，包括即將失去威廉的藍道爾。 |             |                                                        |                       |                                         |                |           |                       |
| 6 | 6           | 職涯日 Career Days                                     | 克雷格·澤斯克         | 貝卡·布魯斯塔特                         | 2016年11月1日  | 1AZC06    | 8.48                  |
| 學校老師認為藍道爾擁有良好的資質，因此建議傑克與蕾貝卡送藍道爾去上私立學校，但傑克卻不希望給予孩子們不同待遇。藍道爾在得知女兒們認為自己的工作相當無趣後，他開始思考自己為何沒有遺傳到威廉的藝術天分，而為了在職涯日上博取大家的喜愛，藍道爾決定試著自彈自唱。凱文的表現受到劇場導演與作家的責難，而艾琳邀請他參加一場意外的派對。凱特應徵了新工作，但老闆瑪琳的女兒潔瑪卻不斷惹火凱特。傑克試圖尋求他人意見，而他發現藍道爾企圖隱藏自己的天分，只為讓自己融入群體。艾琳帶著凱文來到陌生人的追思會，而凱文在安慰女主人的同時，憶起自己失去父親的痛，而艾琳要凱文學會利用自己的情感去詮釋作品，而非封閉感受。瑪琳坦承自己雇用凱特的原因，除了凱特真的很有能力外，也有部分是企圖利用凱特來拉近與女兒之間的關係，而凱特給予同樣為身材感到自卑與厭世的潔瑪建言，表示自己曾與潔瑪一般將氣出在母親身上，導致她現在非常後悔，亦搞砸了母女關係。有所領悟的傑克，了解到孩子們是獨特的個體，他亦需協助藍道爾，因此他決定讓藍道爾進入私立學校，好推使藍道爾一展長才。藍道爾了解到自己非常喜愛自己的工作，即便外人對自己的工作毫無興趣，而他亦決定學習鋼琴，以解決面臨中年危機意識的困擾。艾琳在與凱文激情的隔日，向凱文表示兩人的關係僅止於此，好藉此讓凱文「親自」體驗角色的感受。 |             |                                                        |                       |                                         |                |           |                       |
| 7 | 7           | 世上最好的洗衣機 The Best Washing Machine in the World | 塞勒斯·霍華德         | K·J·史坦伯格                            | 2016年11月15日 | 1AZC07    | 9.51                  |
| 托比減重達到肥胖互助會目標，然而非常努力控制飲食與運動的凱特，卻只減了少量的體重，這讓凱特內心相當不平衡。由於蕾貝卡因故未能赴約，因此凱文與藍道爾將單獨共餐，然而，凱文在發現藍道爾從未觀賞過自己演的《型男保姆》後，與藍道爾發生了爭執。青少年時期的凱文與藍道爾經常發生爭執，因此凱文決定搬到地下室的房間，而藍道爾試圖向凱文示好，但凱文卻對此不領情，這導致兩人在進行橄欖球比賽時，發生了打鬥。班找來過去曾共同合作過的蕾貝卡擔任主唱，而蕾貝卡對此感到興奮，與此同時，傑克忙於奔波公事，並試著在家庭與工作間取得平衡。貝絲因父親死於癌症，因此非常能夠體會威廉的心境，於是兩人烤了大麻布朗尼，好放鬆自我，而威廉意外道出自己與蕾貝卡曾經相識，這讓貝絲相當驚訝，並陷入是否該將此事告訴藍道爾的掙扎中。托比又再度爆飲爆食，而凱特希望托比可以和自己一同堅持下去，但她知道托比內心非常渴求美食，因此她要托比坦誠地面對自己，同時這也讓凱特有了放棄健康飲食的念頭。凱文認為藍道爾因有著養子與黑人的身分，而備受蕾貝卡疼愛，亦對此耿耿於懷，而藍道爾則認為凱文從未接受過自己，也鮮少向外人介紹他們是手足關係，這讓凱文與藍道爾都有所領悟，並試著修補兩人的兄弟情。被生活消磨殆盡的蕾貝卡，開始感受到傑克的不上心，但看著更換多次的洗衣機，讓她憶起了兩人一路走來的回憶。 |             |                                                        |                       |                                         |                |           |                       |
| 8 | 8           | 感恩節傳統 Pilgrim Rick                                | 莎拉·琵雅·安德森      | 艾薩克·艾普提克 伊莉莎白·柏格           | 2016年11月22日 | 1AZC08    | 9.00                  |
| 皮爾森一家準備啟程至蕾貝卡的娘家，而蕾貝卡製作了蔓越莓醬，並要求完美，企圖博取父母的歡心，然而藍道爾與凱文卻不小心弄翻了蔓越莓醬。凱特認為自己在滿足食慾的托比身邊很難繼續堅持健康的飲食，因此她決定向托比提出分手，即便她自知托比是難得一遇的好男人，與此同時，凱文邀請了奧莉薇雅至藍道爾家共度感恩節。藍道爾非常期待家人再度相聚的日子，並早起製作了感恩節大餐，而貝絲要到來的蕾貝卡必定得在感恩節當日向藍道爾坦白，以保全她在婚姻中的誠信。皮爾森一家人在前往蕾貝卡娘家的路上，遇上了爆胎事件，因此他們決定走至附近的加油站，路途上，孩子們坦承了對前往蕾貝卡娘家的不情願，以及蕾貝卡在這天會表現出的情緒問題，令他們頗有壓力，這使蕾貝卡有所警覺。米格爾希望能夠加入凱文與藍道爾，在感恩節當天扮演朝聖者里克，但凱文仍未能對米格爾敞開心胸，亦尚無法接受米格爾戴上父親曾帶過的朝聖者里克的帽子。凱文在了解奧莉薇雅對原生家庭的不快回憶後，向奧莉薇雅釋出了善意，希望能彌補奧莉薇雅過往的傷痛，但奧莉薇雅仍鎖上心房，並要凱文別再努力想融化自己。威廉的病情似乎每況愈下，這讓藍道爾決定前往威廉家，好取得威廉懷念的音樂卡帶，卻意外發現了蕾貝卡寄給威廉的信件。蕾貝卡為了不再為化解與父母的矛盾而傷了與孩子們的和氣，因此她決定取消每年前往娘家的行程，而傑克則設法讓孩子們有個難忘的感恩節回憶，這也讓藍道爾決定在成年後要繼續延續皮爾森家的新感恩節傳統。當威廉談起自己面對死亡的感受時，奧莉薇雅了解到她應該趁尚有機會時，試著向凱文卸下冰冷的面具；凱特則在搭飛機時，同樣了解到人生苦短的意義，並決定動胃旁路手術；至於凱文則決定試著接納米格爾，讓米格爾融化自家。最後，在享用感恩節大餐時，藍道爾道出了自己發現蕾貝卡與威廉通信一事，並對蕾貝卡感到極其失望，亦中斷了皮爾森家的感恩節傳統，這讓蕾貝卡難過不已。 |             |                                                        |                       |                                         |                |           |                       |
| 9 | 9           | 探索之旅 The Trip                                      | 烏妲·布利斯維茲       | 薇拉·赫伯特                             | 2016年11月29日 | 1AZC09    | 10.50                 |
| 藍道爾對蕾貝卡的作為感到不諒解，亦對隱瞞自己的威廉及貝絲有著埋怨，而凱特在得知蕾貝卡打算將充滿童年回憶的小木屋售出後，說服凱文與藍道爾一同前往。童年的藍道爾嘗試用自己的方式找尋生父，這讓傑克與蕾貝卡有所思考，於是傑克提議可以請人尋找藍道爾的生父，但蕾貝卡卻對此感到害怕。凱文邀請奧莉薇雅來到小木屋，結果奧莉薇雅卻帶上了絲蓉與同為劇組人員的前男友亞瑟，這讓凱特對奧莉薇雅的觀感極差。在傑克與蕾貝卡道出他們近期的困擾後，伊薇特提點了兩人，或許藍道爾是需要一個同為黑人的榜樣，好讓他可以去學習與效法。凱特企圖警告奧莉薇雅，而奧莉薇雅則認為凱特是對正向前邁進的凱文與自己拉開的距離感到害怕，並懼怕倘若自己改變，世界卻仍舊歧視自己的恐懼，而凱文因擔心想動手術的凱特而支持奧莉薇雅的觀點，這讓凱特對凱文感到氣憤。藍道爾在誤飲下摻有迷幻藥的飲料後，展開了一段探索內心的旅程，而他藉由與傑克的溝通，嘗試理解蕾貝卡想要守護家庭的心力，以及蕾貝卡內心的恐懼、掙扎與孤寂。動搖的蕾貝卡主動前來找威廉，並得知威廉有過毒癮，同時，威廉也非常期盼能夠與藍道爾見上一面，這讓蕾貝卡產生會失去藍道爾的恐懼，而選擇不告而別，並寫信給了威廉，表示自己尚未準備好讓藍道爾與威廉相認，這使威廉傷心不已但也選擇尊重蕾貝卡。凱文受夠奧莉薇雅與亞瑟親密的舉動，因此向奧莉薇雅攤牌，並認為奧莉薇雅是因為害怕動真感情，而選擇將自己架構在不真實的情感上好逃避自我，這也使兩人的關係破局。托比不願再當凱特尋求慰藉的一人，而凱特也承認了奧莉薇雅對自己的看法，化解不快的凱文與凱特也決定相互扶持。傑克了解蕾貝卡的不安，因此試圖讓蕾貝卡了解自己可以撐起這個家，守護他們辛苦建立的家庭。清醒的藍道爾，在領悟蕾貝卡的用心後，向蕾貝卡釋出善意，但他仍需要更多的時間來消化。                                                       |             |                                                        |                       |                                         |                |           |                       |
| 10 | 10          | 最後的聖誕節 Last Christmas                            | 海倫·杭特             | 唐納德·托德                             | 2016年12月6日  | 1AZC10    | 10.95                 |
| 凱特在聖誕節前夕因不舒服而進行闌尾切除手術，而在醫院裡，傑克與蕾貝卡遇見了因發生小車禍而被送進醫院的納森。蕾貝卡陪同凱特了解進行胃旁路手術的術前須知，而蕾貝卡對此手術感到相當擔心，甚至開始檢討是否是因為自己才讓凱特為體重所困，至於凱特則表示自己很需要他人的支持。由於奧莉薇雅退出了舞台劇，導致絲蓉的作品告吹，這讓絲蓉相當埋怨凱文，並要求凱文假扮成自己的男友，好陪她回家過節應付家人。威廉來到毒癮者互助會，並和舊情人傑西重逢，而傑西雖然對威廉不告而別感到在意，但他仍希望能在往後的日子繼續陪伴在威廉身旁。藍道爾在貝絲的說服下，打算取消向安迪購船的計畫，然而他卻意外發現安迪打算跳樓自殺，於是他試著喚回安迪，要安迪為期女兒著想。年事已高的納森已做好了可能無法撐過手術的準備，而傑克與蕾貝卡決定趁等待凱特手術的期間，在納森身旁支持納森。於山伯格家的晚餐，凱文意識到應該為自我的夢想衝刺，因此說他服絲蓉擔任自己故事的女主角，並與絲蓉的父親一同投資絲蓉的作品，好讓絲蓉的舞台劇得以問世。皮爾森一家人、絲蓉、威廉與傑西皆陸續來到藍道爾家共度聖誕節，而托比也決定再為自己與凱特的感情瘋狂一次，因此驚喜造訪藍道爾家，並表示自己已開始為了自身健康而節食，同時也挽回了兩人的感情，這讓凱特相當感動。1989年的聖誕節，凱特與納森都成功的完成了手術並甦醒，2016的聖誕節，托比則在藍道爾家昏厥並被送往醫院進行搶救。 |             |                                                        |                       |                                         |                |           |                       |
| 11 | 11          | 做對的事 The Right Thing to Do                         | 提摩西·巴斯菲爾       | 奧倫·斯奎爾                             | 2017年1月10日  | 1AZC11    | 10.48                 |
| 傑克與蕾貝卡得知他們懷上了三胞胎後，這使才剛覓得新居的夫妻倆，突然備感壓力。托比的心臟有異狀，而托比害怕動手術，並僅打算以服藥的方式來治療心臟病，但凱特卻不認同托比逃避的行為。進行過自我探索的奧莉薇雅歸來，並打算重回女主角職位以及奪回凱文的心，這讓凱文陷入三角戀的糾結。對於傑西的出現，藍道爾突然有種被威廉忽略的感覺，並開始懷疑自己是否為一名恐同者。托比決定為自己勇敢一次，並在接受手術前向凱特表白，這讓凱特非常感到，兩人也在術後坦承了對彼此真摯的情感。凱文最後還是選擇了絲蓉，這讓好不容易決定正視自我情感的奧莉薇雅再度自暴自棄，與此同時，絲蓉也開始對和凱文的關係感到猶豫。威廉向藍道爾坦白自己不願讓藍道爾一家人承受自己離去的苦痛，因此他打算依靠有經驗的傑西，但藍道爾表示因為他們是一家人，所以才會願意去承受這一切的生離死別。蕾貝卡為了往後的生活而擔憂，更考慮投靠總是和自己有所摩擦的母親家，以此分擔生活上的壓力，這讓發現蕾貝卡私下暗自崩潰的傑克，決定隱瞞自己現今的生活，前去向有家暴前科的父親借錢，並賣掉自己的愛車，購入了適合他們一家子居住，同時亦負擔得起的房子。 |             |                                                        |                       |                                         |                |           |                       |
| 12 | 12          | 大日子 The Big Day                                     | 肯·奧林               | 丹·福吉曼 蘿拉·凱納                     | 2017年1月17日  | 1AZC12    | 9.59                  |
| 懷著三胞胎的蕾貝卡因衣著問題及整理新家等事宜感到心煩，因此將氣出在傑克身上，甚至將傑克趕出家門，好換得一個人的清淨，然而在她發現今天是傑克的生日後，她立即感到既抱歉又自責，並設法彌補傑克。米格爾帶著傑克來到高爾夫球場，打算幫助傑克放鬆心情，即便蕾貝卡的態度變得苛刻，但傑克內心仍心繫著蕾貝卡。納森尚掛念著已逝一年多的妻子，這讓他的兒子與媳婦相當擔心，但納森仍不願就此放下對妻子的思念。威廉將襁褓中的藍道爾放在消防局門口，而喬認為藍道爾是上帝給予自己的禮物，便打算收養藍道爾，好藉此修補他與妻子珊曼莎的婚姻，但珊曼莎並不認同此舉能解決他們的婚姻問題。蕾貝卡早產，納森接到醫院呼叫緊急趕往醫院替蕾貝卡接生，而傑克遇到了將威廉送往醫院的喬，並決定領養藍道爾。最後，納森對於傑克的選擇有了體悟，了解到自己也能將悲傷化作向前的動力，使他終於決定放下妻子，至於珊曼莎則對喬的善心受到感動，並試著與喬找回他們過往相愛的痕跡。 |             |                                                        |                       |                                         |                |           |                       |
| 13 | 13          | 三句話 Three Sentences                                 | 克里斯·科赫           | 喬·勞森 貝卡·布魯斯塔特                 | 2017年1月24日  | 1AZC13    | 9.63                  |
| 三胞胎的十歲生日到來，而他們決定主意自己的生日派對，這讓傑克突然感覺到孩子們正逐漸長大，並將脫離自己，不捨的他開始考慮再添一兒。凱特開始猶豫究竟該不該進行闌尾切除手術，在諮商師的建議下，凱特決定參加減肥營。絲蓉對凱文選擇她的原因感到不滿，這讓凱文非常心煩而向凱特求助，結果反被凱特拜託照顧托比。桑傑的出現對藍道爾的工作產生威脅，因此他設法抓緊腳步超越桑傑，此時，放棄治療變得有朝氣的威廉前來，希望藍道爾能夠陪他上街。生日派對當天，傑克與蕾貝卡發現藍道爾的生日派對人數竟寥寥無幾，並對此感到擔心，但藍道爾秉持著重質不重量的態度，這讓蕾貝卡對藍道爾的思想感到驕傲，另一方面，凱特因凱文的光芒，使得朋友流失到凱文的派對，即便傑克盡力安慰凱特，但凱特仍感到失落，於是傑克希望凱文說服凱特的好友蘇菲去陪伴凱特，但凱文因喜歡蘇菲而回絕了傑克。凱特對減肥營的活動感到排斥，在杜克的刺激下，凱特決定正視她肥胖背後的心理問題，並試圖釋放情緒。凱文因三角習題而苦惱，因此托比要凱文閉上雙眼並想像一生的真愛，試圖去理清那個她是誰，而他又想對她說哪三句話，這讓凱文受益良多，於是凱文來到了一處住家，重新連繫他離婚十二年的前妻蘇菲。 |             |                                                        |                       |                                         |                |           |                       |
| 14 | 14          | 這叫婚姻 I Call Marriage                               | 小喬治·提曼           | 凱·歐耶根                               | 2017年2月7日   | 1AZC14    | 9.57                  |
| 生活繁忙的傑克與蕾貝卡難得和米格爾與雪莉聚餐，然而米格爾和雪莉卻宣布兩人將離婚的消息，這讓傑克與蕾貝卡皆難以置信。凱文希望能夠挽回蘇菲，但蘇菲仍對凱文當初背棄他們的婚姻感到無法諒解，同時亦有了個不錯的對象。托比決定跟隨凱特來到減肥營，而凱特對托比此舉感到難以喘息，卻未料想托比一人待在紐約的孤獨感受。藍道爾不願面對威廉來日不多的事實，更禁止妻小為威廉的離世做準備，同時桑傑亦在工作上，讓藍道爾備感威脅。傑克無法了解為何米格爾與雪莉的婚姻會失敗，而米格爾表示他與雪莉在無形之中，已經不再為帶給對方幸福而努力，這讓傑克有所領悟。傑克與蕾貝卡都害怕他們的婚姻會走向岔路，因此傑克決定讓兩人重溫新婚時的感覺，而蕾貝卡亦非常珍惜傑克的付出。最後，蘇菲再次現身充滿與凱文回憶的餐廳，而凱特則猶豫是否該走向杜克居住的13號小木屋。 |             |                                                        |                       |                                         |                |           |                       |
| 15 | 15          | 傑克·皮爾森的兒子 Jack Pearson's Son                   | 肯·奧林               | 艾薩克·艾普提克 伊莉莎白·柏格           | 2017年2月14日  | 1AZC15    | 9.04                  |
| 凱特責難了杜克，殊不知原來杜克的父母即是減肥營的負責人，因此凱特離開了減肥營。托比回想他與凱特不穩的戀情，意識到或許兩人應該放慢腳步，並了解對方多一些。傑克雖然同意讓蕾貝卡跟隨樂團巡演，但他內心其實對此感到排斥，但又不希望阻礙蕾貝卡做她想做的事。貝絲的母親跌倒住院，因此她臨時前往華盛頓探望母親，同時，威廉的病情與桑傑對自己事業的威脅，讓藍道爾的壓力倍增，使得他無法專心聚焦，情緒也逐漸到達臨界點。凱文做了一個惡夢，並深怕自己會毀了今晚的舞台劇首演，因此他著急地試圖尋找他人的慰藉。托比向凱特坦承自己受到父母離異的影響而開始有抑鬱傾向，他深怕自己會和父母一樣，而在他的婚姻也同樣遭遇失敗後，他產生了自殺的念頭，但他後來選擇接受心理治療，並努力擺脫陰影。當托比向凱特問起傑克之死時，凱特雖然很想向托比分享，但她卻難以開口，易受到情緒的波動，因此托比要凱特在準備好的時候，再向他訴說，同時，托比也決定在凱特完全打開心房後，再籌畫兩人的婚禮。威廉對於自己漸漸無法料理自己感到害怕，並因此將恐懼發於家庭護理師身上，這讓藍道爾更加備受壓力折磨，導致他無法在工作上擁有完美的表現。凱文來到蕾貝卡家，試圖尋求蕾貝卡的安撫，卻因蕾貝卡不在而撲了個空，不過米格爾卻給予了凱文非常好的建議，欲讓凱文瞭解他承繼了傑克的個性與優點，並應藉此好好發揮。傑克非常在意蕾貝卡與班在唱情歌時的互動，並在得知兩人曾有過一段情後，對此感到憤怒，並不允許蕾貝卡參加巡演，使得兩人為此起了爭執。舞台劇即將開演，緊張的凱文試圖調適自己的心情，而此時他接到了恍惚的藍道爾不克前來的電話，這讓他憶起高中時期藍道爾因壓力過大而崩潰的畫面，在思考倘若傑克在世他會怎麼做後，凱文臨時放棄了舞台劇，趕到藍道爾的公司，安撫蹲在角落崩潰的藍道爾。                                                                         |             |                                                        |                       |                                         |                |           |                       |
| 16 | 16          | 曼非斯之旅 Memphis                                     | 約翰·瑞卡 葛倫·費卡拉 | 丹·福吉曼                               | 2017年2月21日  | 1AZC16    | 9.48                  |
| 雖然貝絲非常擔心藍道爾的身心狀況，但平復焦慮症的藍道爾仍決定帶著威廉來趟曼非斯之旅，好讓威廉重返他記憶中的故鄉。多蘿西的丈夫因公殉職，故自威廉出生以來她便獨自一人扶養威廉，因此與威廉有著緊密的母子關係。威廉向藍道爾提議前去拜訪樹葬傑克的地點，並想藉此好好感謝傑克將藍道爾扶養成人。多蘿西因為母親逝世而前往匹茲堡處理後事，隨後便定居於該地區，而威廉則與表哥瑞奇在酒吧發展音樂事業，但就在他們的音樂夢看似即將起飛時，威廉卻收到了多蘿西生病的消息，而臨時前往匹茲堡。因多蘿西的病情比想像中的嚴重，故威廉決定定居於匹茲堡好照顧母親，同時，他也在公車上認識了藍道爾的母親蘿瑞爾。威廉終於抵達曼非斯，並帶著藍道爾參訪充滿他過往回憶的店家，亦拜訪了失聯許久的瑞奇，即便瑞奇對威廉當年背棄了他們的音樂夢而感到氣憤與失望，但他們最終仍重修舊好並重溫了過往在台上發光發熱的時刻，至於藍道爾則和許多表親相認。多蘿西最終在威廉的陪伴下離世，傷心的威廉，因此和蘿瑞爾一同沉淪於毒品和酒精裡，好藉此逃避傷痛。威廉的病情急轉直下，而他早在行前便和孫女們做最後道別，他希望孫女們對自己的記憶是停留在美好的時刻，因此阻止藍道爾召集他們來到醫院，而威廉亦非常慶幸在他出世時有母親的陪伴，在離世時，也有藍道爾的守候。最後，在這趟旅行收穫許多回憶與認同感的藍道爾，在旅程的歸途上，試著堅強但卻孤單的前行。 |             |                                                        |                       |                                         |                |           |                       |
| 17 | 17          | 所以現在呢？ What Now?                                 | 溫蒂·史丹茲勒         | K·J·史坦伯格 薇拉·赫伯特                | 2017年3月7日   | 1AZC17    | 11.14                 |
| 在藍道爾正思考著如何籌辦威廉的告別式時，他們發現了威廉留下的遺書，而威廉表示希望由泰絲與安妮來掌舵，好舉辦一個有別一般歡樂的告別式。貝絲其實對未有機會與威廉好好道別感到傷心，更因威廉似乎未關照她對其離世的心情而更加難過。凱文試圖說服紐約時報影評人再給他一次機會來觀賞他舞台劇的重新首映，但影評人因凱文上次的放鳥事件而對此感冒。凱特因憶起傑克的死亡而在威廉的告別式上崩潰，當托比有意安慰凱特時卻被凱特拒絕，隨後藍道爾安慰了凱特，並要凱特及時與深愛她的人分享她的心情與情緒。雖然傑克與蕾貝卡間的關係已緩和下來，但彼此仍未將疙瘩解開，就這樣，蕾貝卡踏上了旅途，而凱特則擔心起父母間的關係，並鼓勵傑克以行動支持蕾貝卡。蕾貝卡決定將自己當初未讓藍道爾與威廉相認的苦衷道出，亦對自己間接造成父子倆未能有更多時間相處感到自責，而藍道爾已釋懷了這一切，並認為他與威廉共享天倫之樂的時間已足矣。凱文的舞台劇正式開演，即便影評人最終未現身，但凱文意識到家人與蘇菲的陪伴及認同，對他來說是更加幸福的事，同時他也決定努力贏回蘇菲的信任。藍道爾半夜來到公司，對正如火如荼加班的泰勒及其他同事道出自己為公司努力多年，卻在其父親告別式的當天收到公司制式的慰問禮物及卡片，還是會讓他過敏的食物，這點醒了他，並意識到威廉留給自己的，是要他學會放慢生活的腳步，因此他向泰勒辭職並瀟灑離去。貝絲回到家後，收到了威廉生前從曼非斯寄給她的明信片，這讓貝絲相當感動，另一方面，凱文接到了知名導演朗·霍華的電話，表示他意外觀賞了凱文的舞台劇並因此對凱文的表現留下深刻印象，於是向凱文提出至洛杉磯拍攝電影的邀請。凱特終於決定向托比道出有關傑克的死，並稱這一切是她所造成的，在蕾貝卡出發巡演的當晚，喝了點酒的傑克想起凱特的話，於是決定開車前往車程約兩小時的蕾貝卡的巡演地點。                                      |             |                                                        |                       |                                         |                |           |                       |
| 18 | 18          | 月影之愛 Moonshadow                                    | 肯·奧林               | 丹·福吉曼 艾薩克·艾普提克 伊莉莎白·柏格 | 2017年3月14日  | 1AZC18    | 12.84                 |
| 傑克抵達蕾貝卡表演的酒吧，並喝了不少酒，與此同時，班在安撫緊張的蕾貝卡時，有意親吻蕾貝卡，這讓蕾貝卡相當驚嚇，並想起了傑克。年輕時的傑克正努力地過生活，但他始終只能打著零工，這讓史丹利相當瞧不起他。蕾貝卡一心想衝刺著自己的歌唱事業，而親友們都試圖介紹男人給蕾貝卡，希望蕾貝卡能夠分擔風險，以免失去生活的重心。迫切渴望獨立的傑克，決定和好友戴洛前去酒吧小賭，好賺取更多金錢，然而在他贏得一局並決定走人時，卻遭到毆打並被奪走所有錢財。音樂公司並未賞識蕾貝卡，這讓蕾貝卡相當失落，於是決定讓好友替自己安排相親。喝醉酒的傑克在得知班越線後，毒打了班一頓，這讓目睹一切的蕾貝卡相當氣憤，隨後便決定開車載著傑克回家，同時亦對傑克再次酗酒一事感到不悅。傑克說服戴洛一同奪回被搶走的錢，於是他來到了酒吧，與此同時，蕾貝卡和一名體面的男士約會，但她因掛心歌唱夢想而途中離席。回到家的傑克與蕾貝卡開始大吵，傑克認為自己為了建造一個美好的家庭，犧牲了不少，蕾貝卡卻仍談著夢想，至於蕾貝卡則吐露自己除了母親與妻子的角色外，毫無自己的人生可言，兩人皆藉此道出了這段期間暗藏在各自內心的真心話，這使雙方兩敗俱傷。經過一夜的冷靜，蕾貝卡認為雖然昨夜的爭執傷害了彼此，但卻也是最真實的內心話，而她希望傑克能夠在戒掉酒癮後，再回歸家庭。回到洛杉磯的凱特，在翻到母親過往唱歌時的相片後，她決定追隨母親的腳步，凱文則在蘇菲的鼓勵下，前往好萊塢試鏡，至於藍道爾則打算領養小孩。就在傑克準備開始奪回賭金的行動時，他在酒吧邂逅了正在駐唱的蕾貝卡，來到兩人結褵多年的90年代，準備戒酒癮而離家的傑克，告訴蕾貝卡雖然兩人現在的婚姻觸礁，但他仍愛著始終如一的蕾貝卡，而他相信這是婚姻的必經過程，兩人的愛情故事未完且才正準備開始。                                                                                     |             |                                                        |                       |                                         |                |           |                       |

## 收視
| 總集數 | 集數   | 標題                  | 播出日期       | 收視／份額 （18–49歲） | 收視 （百萬） | DVR （18–49歲） | DVR收視 （百萬） | 加總 （18–49歲） | 總收視 （百萬） |
| 第一季 | 第一季 | 第一季                | 第一季         | 第一季                 | 第一季        | 第一季          | 第一季           | 第一季           | 第一季          |
| ------ | ------ | --------------------- | -------------- | ---------------------- | ------------- | --------------- | ---------------- | ---------------- | --------------- |
| 1      | 1      | 試播集（Pilot）            | 2016年9月20日  | 2.8/10                 | 10.07         | 1.8             | 4.55             | 4.6              | 14.61           |
| 2      | 2      | 大三胞（The Big Three）            | 2016年9月27日  | 2.6/9                  | 8.75          | 1.9             | 5.12             | 4.5              | 13.87           |
| 3      | 3      | 凱爾（Kyle）              | 2016年10月11日 | 2.8/9                  | 9.87          | 1.9             | 4.95             | 4.7              | 14.82           |
| 4      | 4      | 游泳池（The Pool）            | 2016年10月18日 | 2.6/9                  | 9.71          | 2.0             | 4.86             | 4.6              | 14.57           |
| 5      | 5      | 觀賞球賽（The Game Plan）          | 2016年10月25日 | 2.4/8                  | 8.72          | 2.1             | 5.11             | 4.5              | 13.83           |
| 6      | 6      | 職涯日（Career Days）            | 2016年11月1日  | 2.3/7                  | 8.48          | 2.1             | 5.09             | 4.4              | 13.57           |
| 7      | 7      | 世上最好的洗衣機（）  | 2016年11月15日 | 2.6/9                  | 9.51          | 2.1             | 5.20             | 4.7              | 14.71           |
| 8      | 8      | 感恩節傳統（Pilgrim Rick）        | 2016年11月22日 | 2.4/9                  | 9.00          | 2.1             | 5.46             | 4.5              | 14.46           |
| 9      | 9      | 探索之旅（The Trip）          | 2016年11月29日 | 2.7/9                  | 10.50         | 1.9             | 4.96             | 4.6              | 15.46           |
| 10     | 10     | 最後的聖誕節（Last Christmas）      | 2016年12月6日  | 2.8/9                  | 10.95         | 2.1             | 5.45             | 4.9              | 16.40           |
| 11     | 11     | 做對的事（The Right Thing to Do）          | 2017年1月10日  | 3.0/11                 | 10.48         | 2.0             | 5.33             | 5.0              | 15.81           |
| 12     | 12     | 大日子（The Big Day）            | 2017年1月17日  | 2.6/8                  | 9.59          | 2.5             | 6.21             | 5.1              | 15.80           |
| 13     | 13     | 三句話（Three Sentences）            | 2017年1月24日  | 2.8/9                  | 9.63          | 2.4             | 6.16             | 5.2              | 15.79           |
| 14     | 14     | 這叫婚姻（I Call Marriage）          | 2017年2月7日   | 2.6/8                  | 9.57          | 2.4             | 6.24             | 5.0              | 15.80           |
| 15     | 15     | 傑克·皮爾森的兒子（Jack Pearson's Son） | 2017年2月14日  | 2.4/8                  | 9.04          | 2.4             | 6.14             | 4.8              | 15.17           |
| 16     | 16     | 曼非斯之旅（Memphis）        | 2017年2月21日  | 2.5/8                  | 9.48          | 2.5             | 6.22             | 5.0              | 15.70           |
| 17     | 17     | 所以現在呢？（What Now?）      | 2017年3月7日   | 3.0/10                 | 11.14         | 2.3             | 6.04             | 5.3              | 17.18           |
| 18     | 18     | 月影之愛（Moonshadow）          | 2017年3月14日  | 3.4/12                 | 12.84         | 1.9             | 4.94             | 5.3              | 17.78           |
| 平均   | 平均   | 平均                  | 平均           | 2.7                    | 9.85          | 2.1             | 5.45             | 4.8              | 15.30           |

## 評價
本劇獲得了影評家普遍的讚賞。於爛番茄整合的評論中，本季獲得88%新鮮度、7.72/10分（60名評論家），評論家普遍共識：「扣人心弦的風格，《這就是我們》給予了那些因《為人父母》完結而感到空虛的觀眾一個舒適的替代品。」在Metacritic整合的評論中，本季獲得76分（滿分100分；34名評論家），屬普遍的好評。
| 第一季（2016–17年）：烂番茄追踪到的所有评论家的评论中，正面评论占比 |                                                              |
|                                                                     | 由于已知的技术原因，图表暂时不可用。带来不便，我们深表歉意。 |

〈電視指南〉將本劇列名於2016–17年電視季度最值得期待新節目中的第9名，並寫道「這部沒有過多的想法或大爆點，只有一個關於愛、人生與家庭的好戲……《這就是我們》靈巧的運用幽默與樂趣平衡了催人淚下的情感獨白。在這電視充斥著悲戚新聞與黑暗節目的時代，《這就是我們》將會點亮你的電視選單。」
官方於2016年5月15日在YouTube上釋出首波預告片，至今累積超過885萬人次觀看，為2016–17年電視季度最多人觀看的新劇預告。
評論家前十大電視節目排名
| - No. 6 非裔美國人影評人協會 - No. 5 Hidden Remote - No. 3 林肯星報 - No. 9 麥克林 - No. 4 新聞日報 - No. 9 NJ.com - No. 4 全國公共廣播電台（艾瑞克·德格根斯） - No. 2 奧蘭多哨兵報 - No. 4 人物雜誌 - No. 1 匹茲堡郵報 | - No. 3 PopSugar - No. 6 鹽湖城論壇報 - No. 3 舊金山紀事報 - No. 2 蘇城報 - No. 5 聖路易斯郵報 - No. 8 聖保羅先驅報 - No. 10 電視指南 - No. 1 電視內幕 - No. 5 塔爾薩世界報 | - No. 5 TVLine（劇情類） - – 美國電影學會 - – 美聯社 - – 克利夫蘭誠懇家日報 - – CNN - – 赫芬頓郵報 - – 紐約郵報 - – TheWrap - – Yahoo!（劇情類） |

## 獎項
| 年度 | 大獎                   | 獎項                                               | 入圍者                                                  | 結果 |
| ---- | ---------------------- | -------------------------------------------------- | ------------------------------------------------------- | ---- |
| 2016 | 美國電影學會獎         | 年度電視節目獎                                     | 年度電視節目獎                                          | 獲獎 |
| 2016 | 評論家選擇電視獎       | 最受期待新節目獎                                   | 最受期待新節目獎                                        | 獲獎 |
| 2016 | 評論家選擇電視獎       | 最佳劇情類影集獎                                   | 最佳劇情類影集獎                                        | 提名 |
| 2017 | 金球獎                 | 最佳電視影集獎－劇情類                             | 最佳電視影集獎－劇情類                                  | 提名 |
| 2017 | 金球獎                 | 最佳電視影集、有限劇集及電視電影女配角獎           | 克莉希·梅茲                                             | 提名 |
| 2017 | 金球獎                 | 最佳電視影集、有限劇集及電視電影女配角獎           | 曼蒂·摩爾                                               | 提名 |
| 2017 | 人民選擇獎             | 最喜愛新電視戲劇獎                                 | 最喜愛新電視戲劇獎                                      | 獲獎 |
| 2017 | 人民選擇獎             | 最喜愛新影集男演員獎                               | 米洛·文提米利亞                                         | 提名 |
| 2017 | 人民選擇獎             | 最喜愛新影集女演員獎                               | 曼蒂·摩爾                                               | 提名 |
| 2017 | 美國電影剪輯艾迪獎     | 最佳商業電視一小時影集剪輯獎                       | 大衛·L·伯特曼（集數：試播集）                           | 獲獎 |
| 2017 | 美國演員工會獎         | 最佳劇情類影集男演員獎                             | 斯特林·K·布朗                                           | 提名 |
| 2017 | 非裔美國人影評人協會   | 前十大電視節目獎                                   | 前十大電視節目獎                                        | 獲獎 |
| 2017 | 有色人種促進協會形象獎 | 最佳劇情類影集獎                                   | 最佳劇情類影集獎                                        | 提名 |
| 2017 | 有色人種促進協會形象獎 | 劇情類影集最佳男演員獎                             | 斯特林·K·布朗                                           | 獲獎 |
| 2017 | 有色人種促進協會形象獎 | 最佳青少年演員獎（影集、特輯、電視電影或有限劇集） | 朗尼·查維斯                                             | 提名 |
| 2017 | 美國編劇工會獎         | 最佳新影集獎－電視類                               | 全體編劇群                                              | 提名 |
| 2017 | 美國編劇工會獎         | 最佳劇情類集數獎－電視類                           | 薇拉·赫伯特（集數：探索之旅）                           | 獲獎 |
| 2017 | Cine Awards            | 最佳新影集獎                                       | 最佳新影集獎                                            | 提名 |
| 2017 | Cine Awards            | 最佳表現突出女演員獎                               | 克莉希·梅茲                                             | 獲獎 |
| 2017 | 人道獎                 | 60分鐘類                                           | 丹·福吉曼（集數：試播集）                               | 獲獎 |
| 2017 | 電視藝術與科學學院     | 電視學院榮譽獎                                     | 電視學院榮譽獎                                          | 獲獎 |
| 2017 | 青年藝術家獎           | 影集類最佳演出獎－常設兒童男演員                   | 帕克·貝茨                                               | 提名 |
| 2017 | 青年藝術家獎           | 影集類最佳演出獎－常設兒童男演員                   | 朗尼·查維斯                                             | 提名 |
| 2017 | 青年藝術家獎           | 影集類最佳演出獎－常設兒童女演員                   | 麥肯琪·韓克西薩克                                       | 提名 |
| 2017 | 葛蕾絲獎               | 最佳戲劇獎                                         | 最佳戲劇獎                                              | 獲獎 |
| 2017 | MTV影視大獎            | 年度節目獎                                         | 年度節目獎                                              | 提名 |
| 2017 | MTV影視大獎            | 最佳電視劇演員獎                                   | 曼蒂·摩爾                                               | 提名 |
| 2017 | MTV影視大獎            | 最佳催淚獎                                         | 集數：探索之旅                                          | 獲獎 |
| 2017 | MTV影視大獎            | 明日之星獎                                         | 克莉希·梅茲                                             | 提名 |
| 2017 | 皮博迪獎               | 娛樂類                                             | 娛樂類                                                  | 提名 |
| 2017 | 黑膠卷電視獎           | 最佳劇情類影集獎                                   | 最佳劇情類影集獎                                        | 獲獎 |
| 2017 | 黑膠卷電視獎           | 劇情類影集最佳男演員獎                             | 斯特林·K·布朗                                           | 獲獎 |
| 2017 | 黑膠卷電視獎           | 劇情類影集最佳男配角獎                             | 羅恩·西法斯·瓊斯                                        | 獲獎 |
| 2017 | 黑膠卷電視獎           | 劇情類影集最佳導演獎                               | 小喬治·提曼（集數：這叫婚姻）                           | 獲獎 |
| 2017 | 黑膠卷電視獎           | 劇情類影集最佳編劇獎                               | 奧倫·斯奎爾（集數：做對的事）                           | 提名 |
| 2017 | 黑膠卷電視獎           | 劇情類影集最佳客串演出獎                           | 傑莫·納基亞                                             | 提名 |
| 2017 | 電視評論家協會獎       | 年度節目獎                                         | 年度節目獎                                              | 提名 |
| 2017 | 電視評論家協會獎       | 最佳戲劇類成就獎                                   | 最佳戲劇類成就獎                                        | 提名 |
| 2017 | 電視評論家協會獎       | 最佳新節目獎                                       | 最佳新節目獎                                            | 獲獎 |
| 2017 | 電視評論家協會獎       | 戲劇類個人成就獎                                   | 斯特林·K·布朗                                           | 提名 |
| 2017 | 青少年選擇獎           | 電視選擇獎：劇情類                                 | 電視選擇獎：劇情類                                      | 提名 |
| 2017 | 青少年選擇獎           | 電視選擇獎：劇情類男演員                           | 斯特林·K·布朗                                           | 提名 |
| 2017 | 青少年選擇獎           | 電視選擇獎：劇情類男演員                           | 米洛·文提米利亞                                         | 提名 |
| 2017 | 青少年選擇獎           | 電視選擇獎：表現突出節目                           | 電視選擇獎：表現突出節目                                | 提名 |
| 2017 | 青少年選擇獎           | 電視選擇獎：表現突出明星                           | 克莉希·梅茲                                             | 提名 |
| 2017 | Gold Derby電視獎       | 最佳劇情類影集獎                                   | 最佳劇情類影集獎                                        | 提名 |
| 2017 | Gold Derby電視獎       | 最佳劇情類影集男演員獎                             | 斯特林·K·布朗                                           | 獲獎 |
| 2017 | Gold Derby電視獎       | 最佳劇情類影集男配角獎                             | 羅恩·西法斯·瓊斯                                        | 提名 |
| 2017 | Gold Derby電視獎       | 最佳劇情類影集女配角獎                             | 克莉希·梅茲                                             | 提名 |
| 2017 | Gold Derby電視獎       | 最佳劇情類影集客串男演員獎                         | 布萊恩·泰瑞·亨利                                        | 提名 |
| 2017 | Gold Derby電視獎       | 最佳劇情類影集客串男演員獎                         | 丹尼斯·奧黑爾                                           | 提名 |
| 2017 | Gold Derby電視獎       | 最佳劇情類影集客串男演員獎                         | 傑拉德·麥雷尼                                           | 獲獎 |
| 2017 | Gold Derby電視獎       | 最佳劇情類影集集數獎                               | 集數：試播集                                            | 提名 |
| 2017 | Gold Derby電視獎       | 年度表現突出獎                                     | 布萊恩·泰瑞·亨利                                        | 提名 |
| 2017 | Gold Derby電視獎       | 年度表現突出獎                                     | 克莉希·梅茲                                             | 提名 |
| 2017 | Gold Derby電視獎       | 年度整體演出獎                                     | 年度整體演出獎                                          | 提名 |
| 2017 | 首爾國際電視節         | 大賞                                               | 大賞                                                    | 獲獎 |
| 2017 | 首爾國際電視節         | 迷你劇作品賞                                       | 迷你劇作品賞                                            | 提名 |
| 2017 | 首爾國際電視節         | 導演賞                                             | 丹·福吉曼                                               | 提名 |
| 2017 | 在線電影與電視協會獎   | 最佳劇情類影集獎                                   | 最佳劇情類影集獎                                        | 提名 |
| 2017 | 在線電影與電視協會獎   | 劇情類影集最佳男演員獎                             | 斯特林·K·布朗                                           | 提名 |
| 2017 | 在線電影與電視協會獎   | 劇情類影集最佳男演員獎                             | 米洛·文提米利亞                                         | 提名 |
| 2017 | 在線電影與電視協會獎   | 劇情類影集最佳男配角獎                             | 羅恩·西法斯·瓊斯                                        | 提名 |
| 2017 | 在線電影與電視協會獎   | 劇情類影集最佳客串男演員獎                         | 傑拉德·麥雷尼                                           | 提名 |
| 2017 | 在線電影與電視協會獎   | 劇情類影集最佳整體演出獎                           | 劇情類影集最佳整體演出獎                                | 提名 |
| 2017 | 在線電影與電視協會獎   | 劇情類影集最佳導演獎                               | 劇情類影集最佳導演獎                                    | 提名 |
| 2017 | 在線電影與電視協會獎   | 劇情類影集最佳編劇獎                               | 劇情類影集最佳編劇獎                                    | 提名 |
| 2017 | 在線電影與電視協會獎   | 影集類最佳音樂獎                                   | 影集類最佳音樂獎                                        | 提名 |
| 2017 | 黃金時段艾美獎         | 最佳劇情類影集獎                                   | 最佳劇情類影集獎                                        | 提名 |
| 2017 | 黃金時段艾美獎         | 最佳劇情類影集男主角獎                             | 斯特林·K·布朗                                           | 獲獎 |
| 2017 | 黃金時段艾美獎         | 最佳劇情類影集男主角獎                             | 米洛·文提米利亞                                         | 提名 |
| 2017 | 黃金時段艾美獎         | 最佳劇情類影集男配角獎                             | 羅恩·西法斯·瓊斯                                        | 提名 |
| 2017 | 黃金時段艾美獎         | 最佳劇情類影集女配角獎                             | 克莉希·梅茲                                             | 提名 |
| 2017 | 黃金時段艾美獎         | 最佳劇情類影集客串男演員獎                         | 布萊恩·泰瑞·亨利                                        | 提名 |
| 2017 | 黃金時段艾美獎         | 最佳劇情類影集客串男演員獎                         | 傑拉德·麥雷尼                                           | 獲獎 |
| 2017 | 黃金時段艾美獎         | 最佳劇情類影集客串男演員獎                         | 丹尼斯·奧黑爾                                           | 提名 |
| 2017 | 黃金時段艾美獎         | 最佳劇情類影集選角獎                               | 伯納德·特爾西、蒂芬妮·里托·坎菲爾德                     | 提名 |
| 2017 | 黃金時段艾美獎         | 最佳影集、有限劇集及電視電影當代服裝獎             | 哈拉·巴梅特、瑪麗娜·雷、艾琳諾·巴戴克（集數：月影之愛） | 取消 |
| 2017 | 黃金時段艾美獎         | 最佳單鏡系列化妝獎（非義肢）                       | 集數：這叫婚姻                                          | 提名 |

備註：
1. ↑  由於劇組錯估了當代與時代場景的比例，在經過獎項委員會的審查後，由於時代場景多於當代場景，因此取消了入圍資格，[72]並由《紙牌屋》取代其入圍名額。[73]

## 外部連結
- 官方网站（英文）
- 《《這就是我們》》各集列表 来自互联网电影数据库